# Pauli Julius Lerche
Pauli Julius Lerche (8. februar 1852 i Rønne – 14. august 1931 i København) var en dansk embedsmand, bror til Georg Lerche.
Han var søn af Henrik Georg Flemming Lerche, blev 1871 student fra Frederiksborg lærde Skole, var en tid ansat i Østifternes Kreditforening, blev 1880 assistent i Overformynderiets kassererkontor, 1888 cand.polit., 1890 fuldmægtig og ekspeditionssekretær i Overformynderiet, 1915-20 kontorchef og chef for kassererkontoret og fik 1928 afsked. Han var fra 1894 sekretær og kasserer i Det kvindelige velgørende Selskab og fra 1897 revisor i Dansk Arbejderbank. 27. oktober 1915 blev Lerche Ridder af Dannebrog og 29. april 1920 Dannebrogsmand.
Lerche ægtede Jenny Christina Friis (15. august 1854 i København - 23. juni 1928 sammesteds), datter af grosserer i København Carsten Erik Friis og Emma Christina Barkmann.
Han er begravet på Garnisons Kirkegård.